# Сан Бернардо (Империја)
Сан Бернардо (итал. San Bernardo) је насеље у Италији у округу Империја, региону Лигурија.
Према процени из 2011. у насељу је живело 9 становника. Насеље се налази на надморској висини од 1257 м.